# Dianthus costae
Dianthus costae là loài thực vật có hoa thuộc họ Cẩm chướng. Loài này được Willk. mô tả khoa học đầu tiên năm 1878.